# Atletiek op de Paralympische Zomerspelen 2024 - 5000 m mannen T11
De 5000 meter voor mannen klasse T11 op de Paralympische Zomerspelen 2024 vond plaats op 30 augustus in het Stade de France.
Deze klasse is voor blinde atleten die volledig blind zijn of licht waarnemen, maar niet in staat zijn om de vorm van een hand op enige afstand te zien. T11-atleten lopen meestal met een gids. Op de 5000 meter heeft elke atleet meestal twee gidsen. De winnaar van 2020 was de Braziliaan Yeltsin Jacques, die in 2024 werd opgevolgd door zijn landgenoot Júlio Cesar Agripino. De Japanner Kenya Karasawa behaalde het zilver en Yeltsin Jacques won de bronzen medaille.

## Records
Voorafgaand aan het toernooi waren dit de wereldrecords en Paralympische records.
| Wereldrecord        | Brazilië Yeltsin Jacques | 14:53.97 | Kobe   | 17 mei 2024       |
| Paralympisch record | Kenia Henry Wanyoike     | 15:11.07 | Athene | 24 september 2004 |

## Finale
| Rang   | Naam                                                                              | Naam | Tijd     | Bijz.   |
| ------ | --------------------------------------------------------------------------------- | ---- | -------- | ------- |
| Goud   | Júlio Cesar Agripino Micael Batista Santos (gids) Edelson de Ávila Almeida (gids) | BRA  | 14:48.85 | WR      |
| Zilver | Kenya Karasawa Takuma Shimizu (gids) Koji Kobayashi (gids)                        | JPN  | 14:51.48 |         |
| Brons  | Yeltsin Jacques Guilherme dos Anjos (gids) Antônio Barreto (gids)                 | BRA  | 14:52.61 | PB      |
| 4      | Shinya Wada Hibiki Kowada (gids) Takumi Hasebe (gids)                             | JPN  | 15:16.41 |         |
| 5      | Jimmy Caicedo Israel Arellano (gids) Daniel Taramuel (gids)                       | ECU  | 15:24.69 |         |
| 6      | Rosbil Guillen José Luis Rojas (gids)                                             | PER  | 15:28.62 |         |
| 7      | Dawin Gastro Sebastián Rosero (gids) Diego Arévalo (gids)                         | ECU  | 15:50.65 |         |
| —      | Fedor Rudakov Andrei Safronov (gids)                                              | NPA  | DNF      |         |
| —      | Samwel Mushai Kimani Benard Korir (gids) Jean Kipchumba (gids)                    | KEN  | DSQ      | R7.12.2 |